# Achsel (Rüstung)

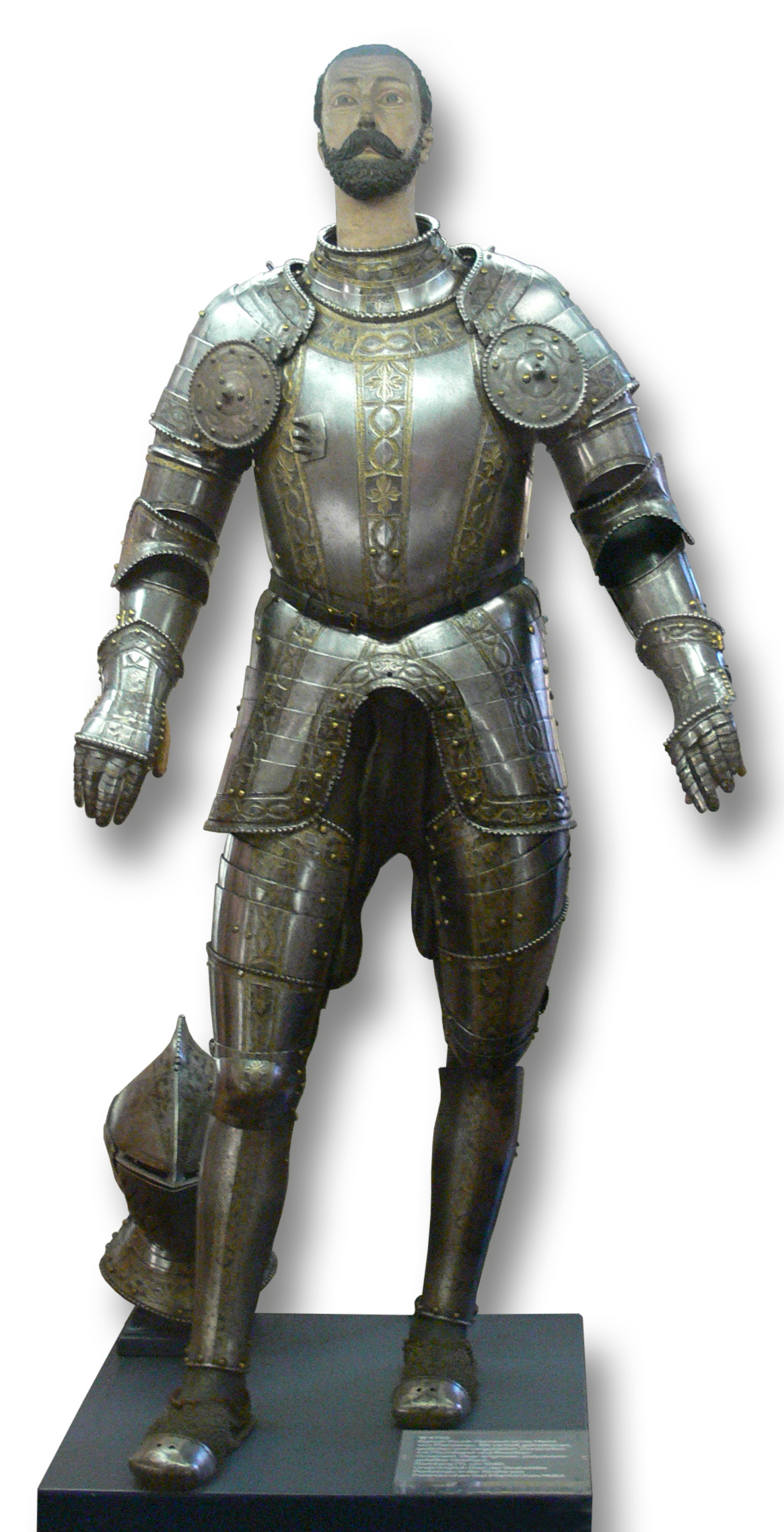
Achseln mit Schwebescheiben

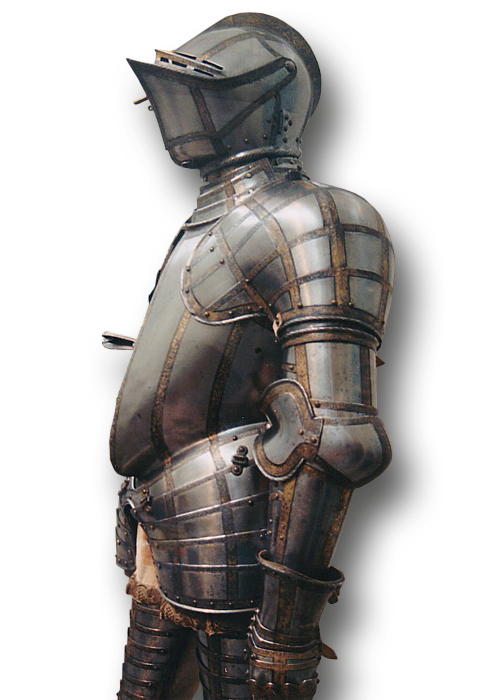
Steife Achsel

Die Achsel ist ein Bau- und Bestandteil der Plattenrüstung.

## Entwicklung

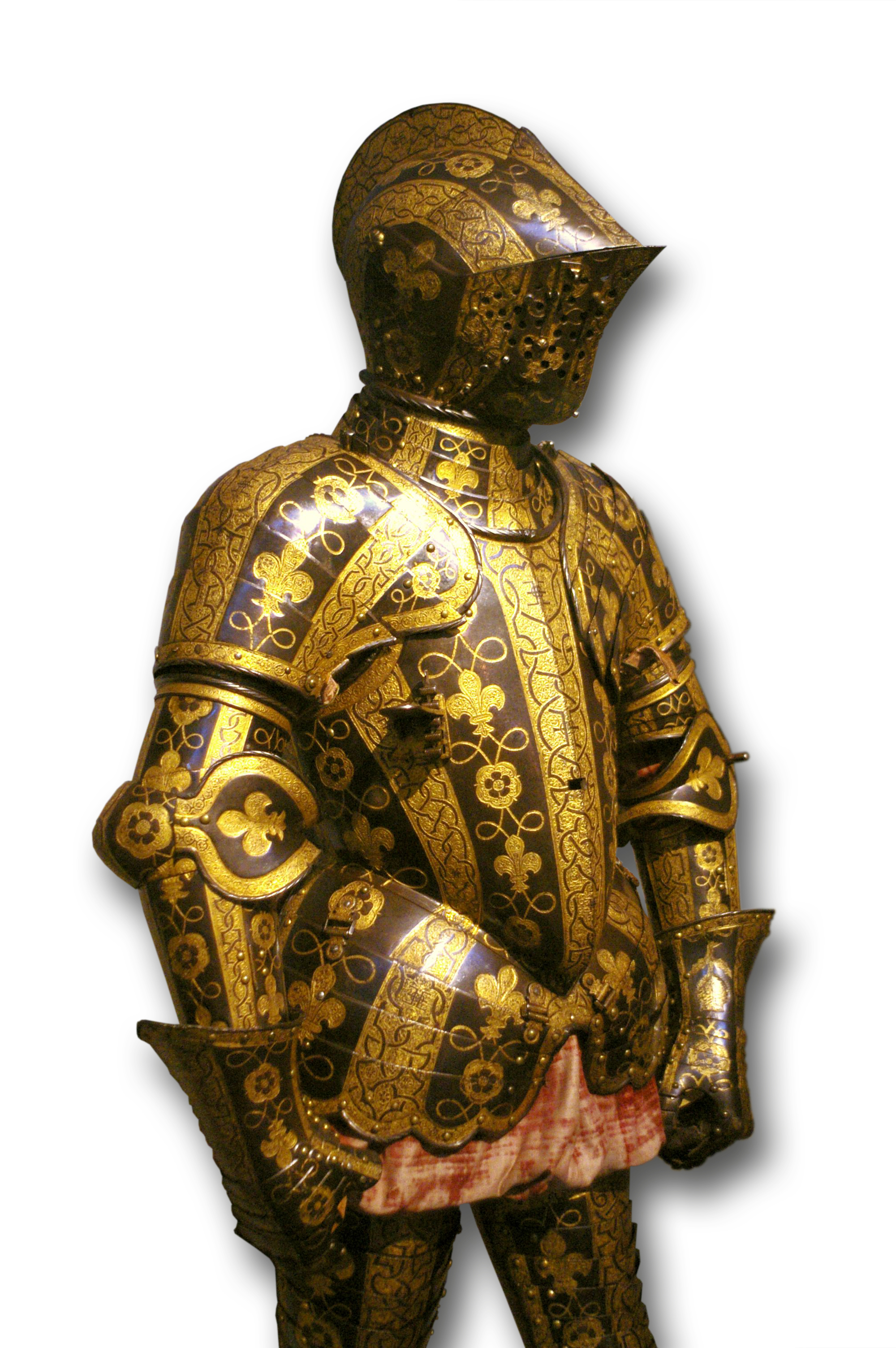
Geschobene Achsel

### 13. Jahrhundert
Die Entwicklung der Rüstungsachseln begann etwa um 1275, als man versuchte den Achselbereich der Ritter besser zu schützen. Die ersten Platten, die zu diesem Zweck gefertigt wurden, waren die Ailetten. Sie dienten dem Schutz der Achseln und des Halses, besaßen jedoch den Nachteil, dass sie nicht besonders stabil waren und im Kampf oft verrutschten, da sie mit Lederriemen am Brustpanzer befestigt waren.
Am Ende des 13. Jahrhunderts begann man, die Ailetten zu verbessern, indem man die Achseln mit Schuppen- oder mit quer angebrachten Schienen abdeckte, die einer Art des Geschübes schon nahe kamen. Diese Version nennt man um 1270 „Spaldenier“ (aus dem lateinischen „espalderium“). Die Weiterentwicklung zu dieser Form war jedoch ungenügend, da der Arm, wenn er zum Schlag erhoben wurde, immer noch auf der Unterseite ungeschützt war.

### 15. Jahrhundert

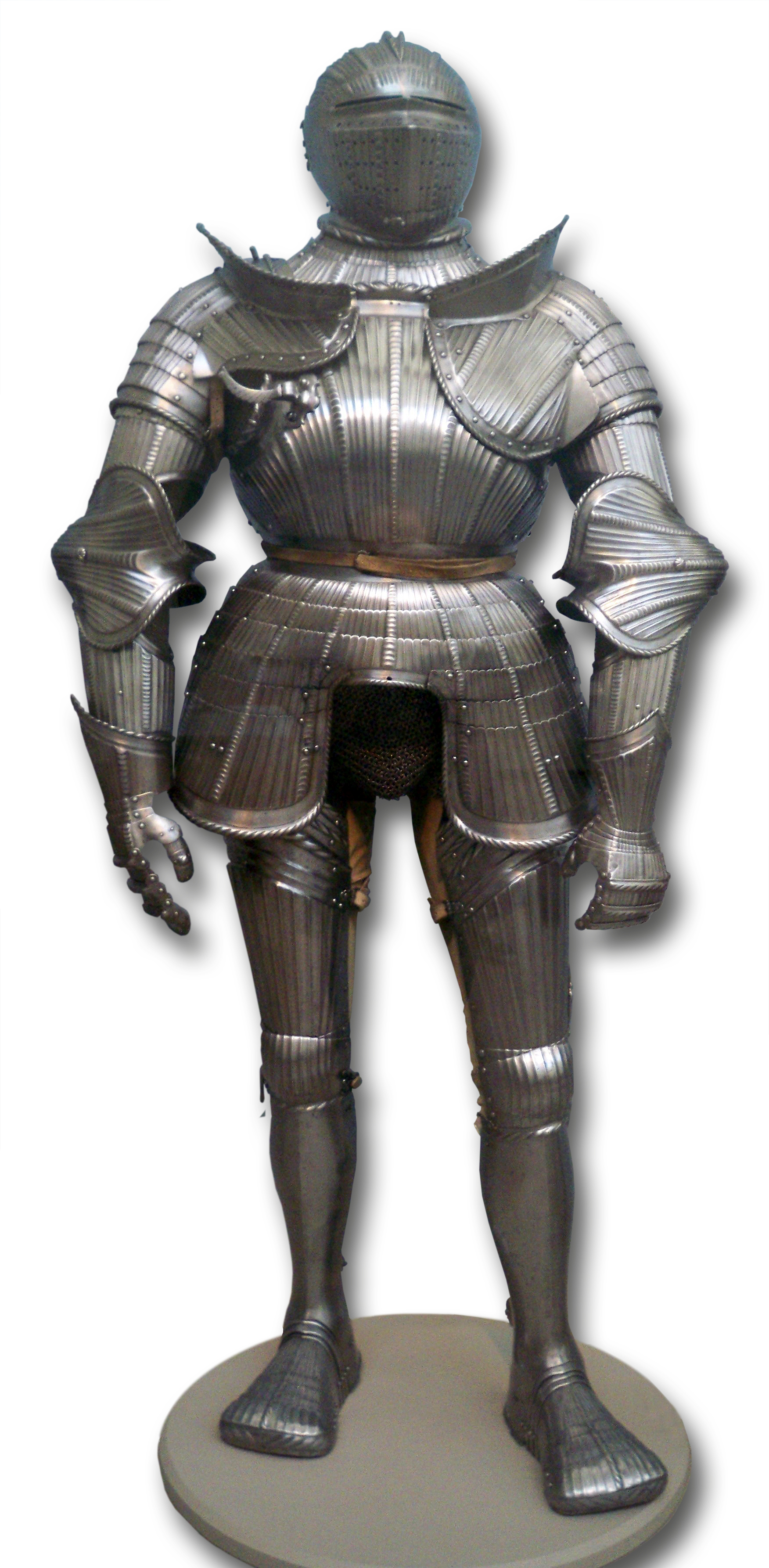
Achseln mit Brechrändern auf beiden Seiten, die unterschiedliche Größe der Achseln rechts und links ist gut sichtbar

Ab dem 15. Jahrhundert wurden die Rüstungsachseln nach vorn zur Brust und nach hinten zum Rücken hin vergrößert und bildeten damit die sogenannten hinteren und vorderen Flüge, eine Verbreiterung, die zu einem besseren Schutz der Achselbereiche des Trägers führen sollte. Die ersten Rüstungsachseln wurden aus einem Stück gefertigt, was jedoch nicht lang anhielt, und man begann, sie stattdessen aufwärts geschoben (beweglich überlappend) zu bauen, wodurch die Beweglichkeit besser wurde. Die Vorderflüge, die zur Vorderseite, also der Brust, liefen, waren meist unterschiedlich breit und lang ausgearbeitet. Die Flüge am rechten Arm waren meist schmaler und kürzer gestaltet und konkav ausgeschnitten, da mit diesem Arm die Lanze im Achselbereich festgehalten wurde und eine zu breite Achsel die Beweglichkeit des Waffenarmes negativ beeinflusst hätte. Am linken Arm waren sie um einiges länger und breiter, da diese Seite mit dem Schild gedeckt wurde und nicht zum Gebrauch von Waffen gedacht war. Zusätzlich wurden die sogenannten Schwebescheiben entwickelt, die am Übergang zwischen Achsel und Brustpanzer beweglich angebracht wurden. Sie erhielten sich in unterschiedlicher Form. Am Anfang viereckig und lappenförmig wurden sie dann scheibenförmig rund gearbeitet. Die Schwebescheiben hielten sich an Rüstungen bis zum Ende des 16. Jahrhunderts. Als Lanzen um 1580 nicht mehr verwendet wurden, begann man, die Vorderflüge an den sonst wegen des Haltens der Lanzen verkürzten Stellen wieder zu vergrößern. Die Hinterflüge erreichten, nachdem man die Helmbrünne nicht mehr anlegte, extreme Größen. An italienischen Harnischen wurden sie so groß, dass sie am Rücken überlappten, um das verhältnismäßig schwache Rückenteil des Panzers zusätzlich zu verstärken. Ebenfalls erschienen an den italienischen Harnischen Rüstungsachseln deren Vorderflug sehr klein ausgeprägt war. In der Literatur wird erwähnt, dass dies daran lag, dass die Italiener eine Einschränkung der Beweglichkeit nicht mochten, was unter anderem auf den Fechtstil der italienischen Ritter zurückzuführen ist. Besonders die italienischen Landsknechte nahmen die Rüstungsachseln ganz ab, und fixierten stattdessen ein Geschübe am Ringkragen, das die Achsel sowie die Schulter bis zur Hälfte des Oberarmes deckte. Diese Geschübe heißen „Spangröls“. Zu diesem Zeitpunkt entstand eine Trennung der Harnische in die der Adeligen und die der Söldner. Während die Söldner die vorgenannte Form bevorzugten, entwickelte der Adel die Rüstungsachseln beständig weiter. Als nun die Zeit der Turniere begann sahen sich die Ritter wieder der Bedrohung durch den Reiterspieß und die Lanze gegenüber. Ebenfalls anderen Waffen wie dem Schwert und dem Kriegshammer, die imstande waren die Achselstücke mit einem Treffer zu zerstören oder schwer zu beschädigen. Um dies zu vermeiden, begann man am unteren Rand der Vorderflüge aufrecht stehende Schienen anzubringen. Diese Schienen heißen in niedriger Form „Stauchen“ oder „Achselstauchen“; wenn sie hoch und über die Schulter hinausreichend sind „Brechränder“ oder auch „Stoßkrägen“ (franz. passe-gards, ital. guarda-goletta und span. bufa). Sie dienten dazu, Schläge und Lanzenstöße abzufangen und abgleiten zu lassen.

### 16. Jahrhundert

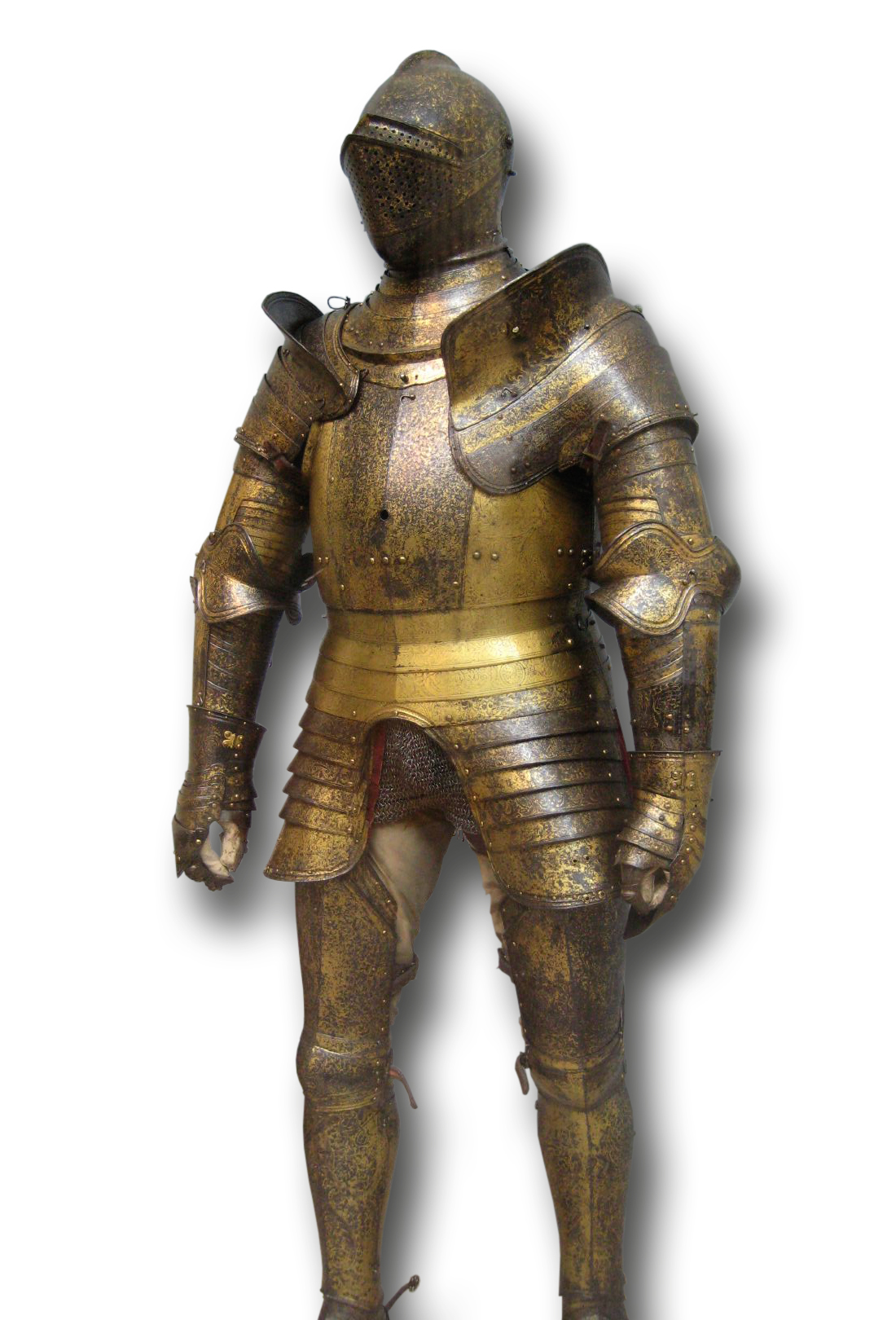
Rüstung Heinrich VIII. mit geschobenen Achseln und Vorderflügeln

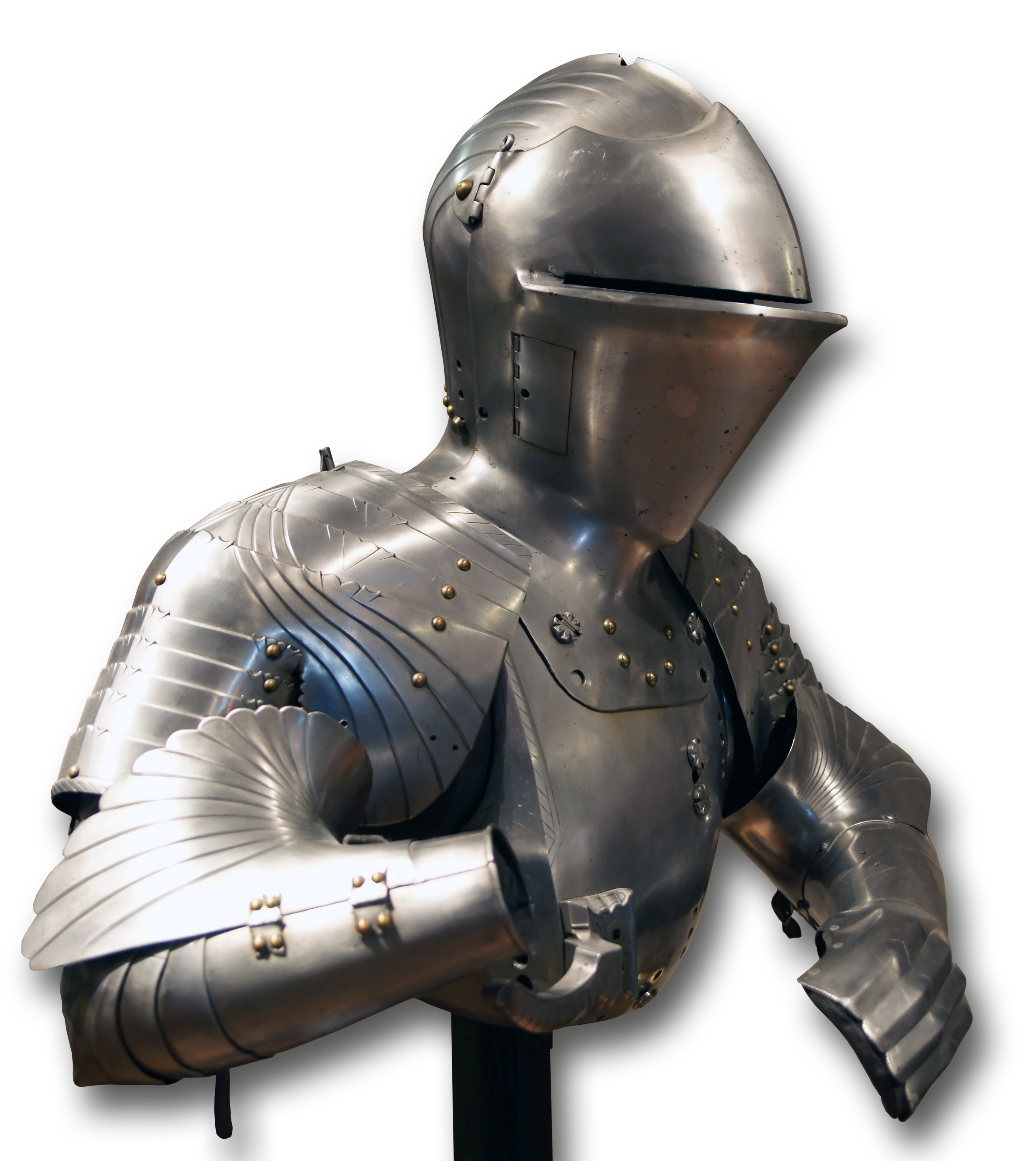
Gestechrüstung mit vergrößerter und verstärkter Kachel und Achsel

In der zweiten Hälfte des 16. Jahrhunderts verlieren sich die Brechränder wieder. Die Achselstücke sind nun meist von der Schulter an geschoben, ebenso wie die Vorderflüge. Man unterscheidet demnach zwei Arten der Flüge und zwar:
- Achseln mit steifen Flügen
- Achseln mit geschobenen Flügen.

Bei den geschobenen Flügen unterscheidet man diejenigen, die an den oberen Achselgeschüben hängen, oder denen die auch mit den unteren Schüben verbunden sind.
Die Befestigung der Achseln erfolgte im Allgemeinen am Ringkragen oder was aber seltener war an den Schulterbändern aus Eisen oder an den Riemen der Schulterpanzer. Ebenfalls im 16. Jahrhundert wurde damit begonnen, Bestandteile des Armzeugs für Turnierrüstungen stark zu vergrößern und zu verstärken, wofür sogenannte Doppelstücke (franz. Pièces de renfort) benutzt wurden. Die Achseln wurden durch Aufschrauben einer zweiten Achsel immens verstärkt, sodass sie neben der Schulter auch noch die linke Gesichtshälfte bzw. die linke Helmseite sowie einen Teil der linken Brust abdeckte. Die Ellbogenkacheln, meist am linken Arm wurden stark vergrößert und ebenfalls eine zweite Kachel aufgeschraubt, die man Doppel- oder Stechmäusel nannte. Die linke Seite wurde verstärkt, da dort der Bereich ist, wo die gegnerische Lanze auftrifft. Vorhandene Kacheln, die sehr klein gearbeitet waren, wurden durch Ansetzen einer Verbreiterung auf den oberen Rand vergrößert. Diese Stechmäusel reichten zum Teil bis über die obere Hälfte des Oberarmes. Meist wurden diese extremen Verstärkungen nur an Harnischen vorgenommen, die für das sogenannte „Welsche Gestech“ gedacht waren.